# 基幹放送局の開設の根本的基準
基幹放送局の開設の根本的基準（きかんほうそうきょくのかいせつのこんぽんてききじゅん、昭和25年12月5日電波監理委員会規則第21号）は、電波法に基づき、基幹放送局を開設する時の基準について規定する総務省令である。

## 構成
2024年（令和6年）4月1日現在
第1条 目的
第2条 用語の意義
第3条 国内放送を行う基幹放送局
第3条の2 衛星基幹放送又は移動受信用地上基幹放送を行う基幹放送局
第4条 国際放送を行う基幹放送局
第4条の2 中継国際放送を行う基幹放送局
第4条の3  協会国際衛星放送等を行う基幹放送局
第5条 基幹放送局の設置場所等
第6条
第7条
第8条 既設局等への妨害排除
第9条 基幹放送の普及
第10条 優先順位

## 概要
本基準は、基幹放送局の免許申請がされた際に電波法第7条の審査を行う為の基準となるものである。第2条第1号にも「基幹放送局の開設の免許に関する基本的方針」を述べるものとある。
条文の追加を伴う大きな改正としては、中継国際放送、受託国内放送（制度廃止）、衛星放送（現・衛星基幹放送）、受託協会国際放送（現・協会国際衛星放送）、移動受信用地上基幹放送に関する追加があった。
この内、平成23年放送法等の改正によるものは、従前に「放送局」と呼ばれていたものが「基幹放送局」と改められる等の最も大きな改正である。

## 沿革
1950年（昭和25年）- 昭和25年電波監理委員会規則第21号 放送局の開設の根本的基準として制定、当初の構成は次のとおり。
第1条 目的
第2条 用語の意義
第3条 国内放送を行う放送局
第4条 国際放送を行う放送局
第5条 放送局の設置場所等
第6条
第7条 優先順位
1952年（昭和27年）
- 昭和27年電波監理委員会規則第9号により一部改正

第7条 優先順位
が
第7条
第8条 優先順位
となった。
- 電波監理委員会廃止
  - 電波法改正[2]により郵政省令となる。

1959年（昭和34年）- 昭和34年郵政省令第19号により一部改正
第8条 優先順位その他の一般無線局
が
第8条 既設局等への妨害排除
第9条 放送の普及
第10条 優先順位
となった。
1987年（昭和62年）- 昭和62年郵政省令第62号により一部改正
- 第4条の2 中継国際放送を行う放送局が追加された。

1988年（昭和63年）- 昭和63年郵政省令第55号により一部改正
第9条 放送の普及
第10条 優先順位
が
第9条 放送の普及
第10条
第11条 優先順位
となった。
- マスメディア集中排除原則が第9条第2項として盛り込まれた。

1989年（平成元年）- 平成元年郵政省令第58号により一部改正
- 第3条の2 受託国内放送を行う放送局が追加された。

1994年（平成6年）- 平成6年郵政省令第80号により一部改正
- 第4条の3　受託協会国際放送等を行う放送局が追加された。

2001年（平成13年）- 中央省庁再編で郵政省廃止、総務省設置
- 中央省庁等改革のための郵政省関係省令の整備に関する省令[3]第18条により総務省令となる。

2008年（平成20年）- 平成20年総務省令第31号により一部改正
第9条 放送の普及
第10条
第11条 優先順位
が
第9条 放送の普及
第10条 優先順位
となった。
2011年（平成23年）- 平成23年総務省令第68号により一部改正
- 表題が基幹放送局の開設の根本的基準に改められた。

第3条 国内放送を行う放送局
第3条の2 受託国内放送を行う放送局
第4条 国際放送を行う放送局
第4条の2 中継国際放送を行う放送局
第4条の3　受託協会国際放送等を行う放送局
第5条 放送局の設置場所等
が
第3条 国内放送を行う基幹放送局
第3条の2 衛星基幹放送又は移動受信用地上基幹放送を行う基幹放送局
第4条 国際放送を行う基幹放送局
第4条の2 中継国際放送を行う基幹放送局
第4条の3 協会国際衛星放送等を行う基幹放送局
第5条 基幹放送局の設置場所等
となった。
第9条 放送の普及
が
第9条 基幹放送の普及
となった。
- マスメディア集中排除原則は削除された。
  - 放送法に基づく基幹放送の業務に係る表現の自由享有基準に関する省令として独立した総務省令となった。